# Road movie
Pour les articles homonymes, voir Road movie (homonymie).

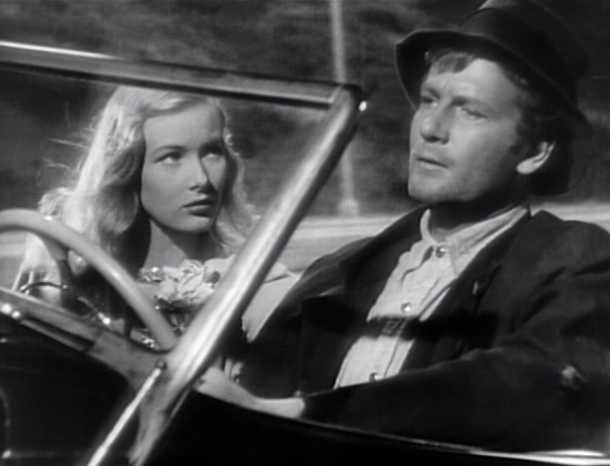
Veronica Lake and Joel McCrea dans le road movie Les Voyages de Sullivan, 1941.

Le road movie /ɹoʊd ˈmuːvi/, en français « film routard », « film de route », « film routier » ou encore « film d'errance », est un genre cinématographique originellement nord-américain dans lequel le fil conducteur du scénario est un périple ou une cavale sur les routes avec divers moyens de locomotion comme la moto dans Easy Rider (1969) ou l'automobile dans Thelma et Louise (1991).

## Terminologie
Le lexicographe Alain Rey emploie l'expression « film de route » comme traduction ou équivalent de road movie. Le philosophe Peter Szendy, pour sa part, emploie l'expression « films routiers » dans son article « L'archi-road movie, ou le routage des sens » publié dans la revue Intermédialités/ Intermediality en 2012.

## Histoire
Le road movie est l'avatar cinématographique nord-américain d'un genre littéraire ancien, le roman picaresque.
Si l'expression apparaît aux États-Unis à la fin des années 1960 avec la sortie de Bonnie and Clyde d'Arthur Penn en 1967 et d'Easy Rider de Dennis Hopper en 1969, des films antérieurs constituent toutefois des précurseurs du genre,. Bernard Bénoliel et Jean-Baptiste Thoret considèrent que le road movie s'inscrit dans une histoire beaucoup plus ancienne et assimilent Le Magicien d'Oz (1939) et Les Raisins de la colère (1940) à des road movies,.
En Europe, Pierrot le Fou (1965) de Jean-Luc Godard est aussi considéré comme un précurseur du genre.

## Caractéristiques
Le road movie met en scène un ou plusieurs personnages qui prennent la route (en anglais américain hit the road) pour se libérer d'un espace clos et contraignant et atteindre une destination mythique ou inconnue. La randonnée routière se termine souvent plutôt mal, sans que ce soit systématique.
L'errance des principaux personnages permet au film de proposer une chronique sociale abordant diverses questions.
- Dans Easy Rider, qui décrit les aventures de deux motards appartenant à la contre-culture des années 1960 auxquels se joint un troisième personnage qui est tombé dans la marginalité, Dennis Hopper s'interroge sur la viabilité de leur mode de vie face, entre autres, à l'intolérance radicale qu'il suscite parmi le reste de la population. Comme ils sont assassinés tous les trois, on peut dire que le film se termine sur une note pessimiste.
- Avec Thelma et Louise, Ridley Scott explore les limites de la liberté des femmes et non plus seulement celle des hommes. Comme les deux héroïnes se suicident, on peut faire, ici également, une lecture pessimiste du dénouement quoique certains critiques aient vu dans ce suicide un acte positif[11].

## Analyse
Walter Moser rappelle que le cinéma est apparu – comme l'automobile – à la fin du XIXe siècle. Pour lui, l'automobile est l'outil qui permet la mobilité individuelle, tandis que le cinéma est le média qui permet de représenter la mobilité du monde moderne.
L'usage de l'automobile, symbole de liberté individuelle, a été très vite contrôlé et réglementé par l’État. Pour Walter Moser, le road movie a pour fonction de réaffirmer le rôle de l'automobile comme pur moyen de mobilité individuelle et comme symbole de liberté.
L'accès à un paysage sauvage, loin de la ville, est un des éléments importants du road movie, mais l'accès à la nature se fait à travers un produit industriel (la voiture) et une infrastructure lourde (la route). De même, le personnage qui fuit la modernité (la ville), le fait à l'aide d'une voiture, symbole de la modernité.

## Principauxroad movies

### Allemagne
- 1974 : Alice dans les villes (Alice in den Städten) de Wim Wenders[13]
- 1976 : Au fil du Temps (Im Lauf der Zeit) de Wim Wenders[13]
- 1984 : Paris, Texas de Wim Wenders[13]
- 1991 : Jusqu'au bout du monde (Bis ans Ende der Welt) de Wim Wenders
- 2000 : Julie en juillet (Im Juli) de Fatih Akın
- 2007 : Das wilde Leben d'Achim Bornhak
- 2009 : Fleur du désert (Wüstenblume) de Sherry Hormann[14]
- 2010 : Vincent, ses amis et sa mer (Vincent will Meer) de Ralf Huettner (de)[15]
- 2015 : Moi et Kaminski (Ich und Kaminski) de Wolfgang Becker[16]
- 2015 : Un mouton nommé Elvis (Kleine Ziege, sturer Bock) de Johannes Fabrick (de)
- 2019 : 303 de Hans Weingartner[17]

### Argentine
- 2004 : Carnets de voyage (Diarios de motocicleta) de Walter Salles
- 2006 : El camino de San Diego de Carlos Sorín

### Australie
- 1994 : Priscilla, folle du désert (The Adventures of Priscilla, Queen of the Desert) de Stephan Elliott
- 2015 : Mad Max: Fury Road de George Miller

### Belgique
- 2008 : Eldorado, de Bouli Lanners
- 2009 : Simon Konianski de Micha Wald
- 2011 : Hasta la vista de Geoffrey Enthoven
- 2011 : Les Géants de Bouli Lanners
- 2015 : Nous quatre de Stéphane Hénocque

### Canada
- 2005 : Les États-Unis d'Albert d'André Forcier (Québec)

### Chine
- 2007 : My Blueberry Nights (藍莓之夜) de Wong Kar-wai

### Cuba
- 1995 : Guantanamera de Tomás Gutiérrez Alea et Juan Carlos Tabío

### Espagne
- 2019 : 4L (es) (4 latas) de Gerardo Olivares[18]

### États-Unis
- 1934 : New York-Miami (It happened one night) de Frank Capra[8]
- 1940 : Les Raisins de la colère (Grapes of Wrath) de John Ford[8]
- 1942 : Les Voyages de Sullivan (Sullivan's travels) de Preston Sturges[8]
- 1945 : Détour (Detour) de Edgar George Ulmer
- 1967 : Bonnie et Clyde (Bonnie and Clyde) de Arthur Penn[7]
- 1967 : Voyage à deux (Two for the Road) de Stanley Donen[13]
- 1969 : Easy Rider de Dennis Hopper[8]
- 1970 : Zabriskie Point de Michelangelo Antonioni[19]
- 1970 : Cinq Pièces faciles (Five Easy Pieces) de Bob Rafelson[13]
- 1970 : Wanda de Barbara Loden
- 1971 : Duel de Steven Spielberg[8] (d'après le roman Duel de Richard Matheson)
- 1971 : Point limite zéro (Vanishing Point) de Richard Sarafian[8]
- 1971 : Macadam à deux voies (Two-Lane Blacktop) de Monte Hellman[8]
- 1971 : Harold et Maude (Harold and Maude) de Hal Ashby
- 1972 : Guet-apens (The Getaway) de Sam Peckinpah[13]
- 1972 : Bertha Boxcar (Boxcar Bertha) de Martin Scorsese[20]
- 1973 : L'Épouvantail (Scarecrow) de Jerry Schatzberg[8]
- 1973 : Electra Glide in Blue de James William Guercio (en)[8]
- 1973 : La Barbe à papa (Paper Moon) de Peter Bogdanovich[13]
- 1973 : La Balade sauvage (Badlands) de Terrence Malick
- 1974 : Larry le dingue, Mary la garce (Dirty Mary Crazy Larry) de John Hough
- 1974 : Sugarland Express (The Sugarland Express) de Steven Spielberg
- 1974 : Road Movie de Joseph Strick
- 1974 : Le Canardeur (Thunderbolt and Lightfoot) de Michael Cimino
- 1975 : Alice n'est plus ici (Alice doesn't live here anymore) de Martin Scorsese
- 1983 : Bonjour les vacances (National Lampoon's Vacation) d'Harold Ramis
- 1983 : Christine de John Carpenter
- 1984 : Starman de John Carpenter
- 1984 : Stranger Than Paradise de Jim Jarmusch
- 1986 : Crossroads de Walter Hill
- 1986 : Dangereuse sous tous rapports (Something Wild) de Jonathan Demme
- 1986 : Hitcher de Robert Harmon
- 1988 : Rain Man de Barry Levinson
- 1989 : Route One/USA de Robert Kramer[8]
- 1989 : Quand Harry rencontre Sally (When Harry Met Sally) de Rob Reiner (première partie du film)
- 1990 : Sailor et Lula (Wild at Heart) de David Lynch
- 1991 : Thelma et Louise (Thelma and Louise) de Ridley Scott
- 1993 : Un monde parfait (A Perfect World) de Clint Eastwood[8]
- 1994 : River of Grass de Kelly Reichardt
- 1995 : Dead Man de Jim Jarmusch[8]
- 1996 : The Sunchaser de Michael Cimino
- 1998 : Las Vegas Parano (Fear and Loathing in Las Vegas) de Terry Gilliam
- 1999 : Une histoire vraie (The Straight Story) de David Lynch[8]
- 2000 : O'Brother (O Brother, Where Art Thou?) de Joel Coen
- 2002 : Monsieur Schmidt (About Schmidt) de Alexander Payne
- 2005 : Transamerica de Duncan Tucker (en)
- 2006 : Little Miss Sunshine de Jonathan Dayton et Valerie Faris
- 2007 : Into the Wild de Sean Penn
- 2007 : Boulevard de la mort (Death Proof) de Quentin Tarantino
- 2009 : La Route (The Road) de John Hillcoat
- 2010 : Date Limite (Due Date) de Todd Phillips
- 2011 : Paul de Greg Mottola
- 2012 : Black Tar Road de Rob Brownstein
- 2012 : Sur la route (On the Road) de Walter Salles
- 2013 : Nebraska d'Alexander Payne
- 2013 : La Vie rêvée de Walter Mitty (The Secret Life of Walter Mitty) de Ben Stiller
- 2014 : The Homesman de Tommy Lee Jones
- 2015 : The Revenant d'Alejandro González Iñárritu
- 2016 : American Honey d'Andrea Arnold
- 2018 : Green Book : Sur les routes du sud (Green Book) de Peter Farrelly

### France
- 1953 : Le Salaire de la peur de Henri-Georges Clouzot
- 1960 : Tirez sur le pianiste de François Truffaut[21]
- 1960 : À bout de souffle de Jean-Luc Godard[21]
- 1961 : Cléo de 5 à 7 d'Agnès Varda[21]
- 1961 : Lola de Jacques Demy[21]
- 1962 : Les Petits Matins de Jacqueline Audry[22]
- 1963 : L'Aîné des Ferchaux de Jean-Pierre Melville[13]
- 1964 : Cent mille dollars au soleil de Henri Verneuil
- 1965 : Pierrot le Fou de Jean-Luc Godard[10]
- 1965 : Le Corniaud de Gérard Oury
- 1966 : La Grande Vadrouille de Gérard Oury[23]
- 1967 : Week-end de Jean-Luc Godard[21]
- 1969 : Un homme qui me plaît de Claude Lelouch
- 1969 : Les Chemins de Katmandou d'André Cayatte
- 1970 : La Dame dans l'auto avec des lunettes et un fusil d'Anatole Litvak
- 1971 : Trafic de Jacques Tati[21]
- 1973 : Charlie et ses deux nénettes de Joël Séria[24]
- 1973 : Une journée bien remplie de Jean-Louis Trintignant[25]
- 1973 : La Raison du plus fou de François Reichenbach et Raymond Devos
- 1974 : Les Valseuses de Bertrand Blier[26]
- 1976 : Le Plein de super d'Alain Cavalier[27]
- 1976 : Calmos de Bertrand Blier[26]
- 1977 : Cocorico monsieur Poulet de Jean Rouch[28]
- 1978 : Je suis timide mais je me soigne de Pierre Richard
- 1978 : Passe montagne de Jean-François Stévenin[29]
- 1978 : La Carapate de Gérard Oury
- 1979 : Cocktail Molotov de Diane Kurys[30]
- 1979 : Les héros n'ont pas froid aux oreilles de Charles Nemes[18]
- 1979 : Série noire d'Alain Corneau[21]
- 1981 : Un étrange voyage d'Alain Cavalier[27]
- 1981 : Diva de Jean-Jacques Beineix[21]
- 1981 : Asphalte de Denis Amar
- 1982 : Invitation au voyage de Peter Del Monte[13]
- 1984 : Marche à l'ombre de Michel Blanc[21]
- 1984 : Les Morfalous d'Henri Verneuil
- 1985 : Sans toit ni loi d'Agnès Varda[28]
- 1985 : Sac de nœuds de Josiane Balasko[21]
- 1985 : Subway de Luc Besson[21]
- 1985 : 37°2 le matin de Jean-Jacques Beineix[21]
- 1986 : Tenue de soirée de Bertrand Blier[26]
- 1986 : Double messieurs de Jean-François Stévenin[29]
- 1987 : Tandem de Patrice Leconte
- 1991 : Merci la vie de Bertrand Blier[26],[21]
- 1991 : IP5 de Jean-Jacques Beineix[21]
- 1995 : Tango de Patrice Leconte[21]
- 1996 : Le Huitième Jour de Jaco Van Dormael
- 1997 : Western de Manuel Poirier[21]
- 1997 : La Vie de Jésus de Bruno Dumont[21]
- 1997 : Gadjo dilo de Tony Gatlif
- 1997 : Les Randonneurs de Philippe Harel[21]
- 1999 : Extension du domaine de la lutte de Philippe Harel[21]
- 1999 : Drôle de Félix d'Olivier Ducastel et Jacques Martineau[21]
- 2000 : Baise-moi de Coralie Trinh Thi et Virginie Despentes
- 2000 : Les Glaneurs et la Glaneuse d'Agnès Varda[21]
- 2001 : La Vie promise d'Olivier Dahan[22]
- 2001 : Brève Traversée de Catherine Breillat[21]
- 2001 : L'Emploi du temps de Laurent Cantet[21]
- 2001 : La Fille de Keltoum de Mehdi Charef[21]
- 2002 : Jeunesse dorée de Zaïda Ghorab-Volta[21]
- 2002 : L'Adversaire de Nicole Garcia[21]
- 2002 : Vendredi soir de Claire Denis[21]
- 2002 : Deux Ans après d'Agnès Varda[21]
- 2004 : Exils de Tony Gatlif[21]
- 2004 : L'Intrus de Claire Denis[21]
- 2004 : Le Grand Voyage d'Ismaël Ferroukhi[21]
- 2004 : Feux rouges de Cédric Kahn[21]
- 2004 : Aaltra de Benoît Delépine et Gustave Kervern
- 2005 : Eden à l'ouest de Costa-Gavras
- 2005 : Papa de Maurice Barthélemy
- 2005 : Le Cactus de Gérard Bitton et Michel Munz[18]
- 2005 : Saint-Jacques… La Mecque de Coline Serreau
- 2006 : Transylvania de Tony Gatlif[22]
- 2006 : L'Héritage de Géla et Temur Babluani[21]
- 2008 : Julia  d'Érick Zonca
- 2008 : La Maison jaune d'Amor Hakkar
- 2009 : Welcome de Philippe Lioret[21]
- 2010 : Tournée de Mathieu Amalric
- 2011 : Itinéraire bis de Jean-Luc Perréard[18]
- 2012 : 10 jours en or de Nicolas Brossette
- 2012 : Radiostars de Romain Levy
- 2013 : La Fille du 14 juillet d'Antonin Peretjatko
- 2013 : Eyjafjallajökull d'Alexandre Coffre
- 2013 : Elle s'en va d'Emmanuelle Bercot
- 2015 : Sky de Fabienne Berthaud
- 2019 : J'veux du soleil de François Ruffin et Gilles Perret
- 2020 : Le Dernier Voyage de Romain Quirot[18]
- 2021 : À l'abordage de Guillaume Brac[31]

### Inde
- 1965 : Kanni Thaai (en) (கன்னித்தாய்) de M. A. Thirumugam (en)
- 2014 : M Cream d'Agneya Singh (en)

### Iran
- 2018 : Trois visages (سه رخ, Se rokh) de Jafar Panahi

### Italie
- 1940 : Pazza di gioia de Carlo Ludovico Bragaglia[32]
- 1954 : La strada de Federico Fellini[13]
- 1954 : Voyage en Italie (Viaggio in Italia) de Roberto Rossellini[13]
- 1960 : La Grande Pagaille (Tutti a casa) de Luigi Comencini[33]
- 1962 : Le Fanfaron (Il sorpasso) de Dino Risi[13],[34]
- 1964 : Cent millions ont disparu (La congiuntura) d'Ettore Scola[34]
- 1975 : Une blonde, une brune et une moto (Qui comincia l'avventura) de Carlo Di Palma[35]
- 1976 : L'Italia s'è rotta de Steno[36]
- 1979 : Le Grand Embouteillage (L'ingorgo) de Luigi Comencini[37]
- 1981 : Bianco, rosso e Verdone de Carlo Verdone[13]
- 1982 : In viaggio con papà d'Alberto Sordi
- 1991 : Chiedi la luna de Giuseppe Piccioni
- 1992 : Les Enfants volés (Il ladro di bambini) de Gianni Amelio[13]
- 1993 : Journal intime (Caro diario) de Nanni Moretti[28]
- 1994 : Cari fottutissimi amici de Mario Monicelli
- 2001 : Vers la révolution en 2 CV (Alla rivoluzione sulla due cavalli) de Maurizio Sciarra[13]
- 2010 : Basilicata coast to coast de Rocco Papaleo
- 2016 : Folles de joie de Paolo Virzì[38]

### Japon
- 1999 : L'Été de Kikujiro (菊次郎の夏, Kikujirō no natsu?) de Takeshi Kitano[22]

### Nouvelle-Zélande
- 1981 : Goodbye Pork Pie de Geoff Murphy

### Pologne
- 1989 : Co to konia obchodzi? de Grazyna Popowicz[39]

### Royaume-Uni
- 1963 : L'Odyssée du petit Sammy (Sammy Going South) d'Alexander Mackendrick

### Russie / URSS
- 1947 : Le train va vers l'est (Поезд идёт на восток) de Youli Raizman

### Suède
- 1957 : Les Fraises sauvages (Smultronstället) d'Ingmar Bergman[33]